# Teichiku Records
Teichiku Records – japońska wytwórnia muzyczna powstała w 1934 roku pod nazwą Teikoku Chikuonki (帝国蓄音機株式会社) z siedzibą w miejscowości Nara. W 1953 roku nazwa firmy została zmieniona na Teichiku Inc. (テイチク株式会社). W 1999 roku nazwa firmy została ponownie zmieniona na Teichiku Entertainment Inc. (株式会社テイチクエンタテインメント). Obecnie centrala firmy mieści się w stolicy Japonii, Tokio. Wytwórnia specjalizuje się w tradycyjnej muzyce japońskiej enka i kayōkyoku.